# Marc Streel
Marc Streel (Borgworm, 12 augustus 1971) is een voormalig Belgisch wielrenner. Streel was enkele malen nationaal kampioen tijdrijden. Later deed Streel ook mee aan rallycross-wedstrijden.

## Carrière
Marc Streel blonk uit in het tijdrijden. Zijn eerste medaille won hij in 1992 op het Belgische kampioenschap voor elite zonder contract. Dat jaar moest hij genoegen nemen met een bronzen medaille. In 1997 werd hij voor de eerste maal Belgisch kampioen tijdrijden. In 1998 won hij de Ronde van Denemarken. Zijn tweede en laatste titel als professional won hij in 1999. In 2005 won hij voor de tweede maal het Belgisch kampioen voor elite zonder contract.
In september 1999 werd bij hem tijdens een bloedtest van de UCI een te hoog hematocrietwaarde was gemeten. Met een waarde van 52 overschreef hij de maximaal toelaatbare waarde van 50. Hij kreeg hierdoor een startverbod bij de Grote Landenprijs. Hij werd met onmiddellijke ingang door zijn Deense ploeg Team Home-Jack & Jones ontslagen. Zelf beweerde hij onschuldig te zijn en hij schreef deze hoge waarde toe aan een ziekte. Het zoeken naar een nieuwe sponsor werd extra bemoeilijkt doordat hij in november 1999 ten val kwam tijdens een training op de piste in het Kuipke. Hij brak hierbij zijn sleutelbeen en moest geopereerd worden. 
In mei 2002 moest hij vroegtijdig de Ronde van Italië verlaten, omdat hij vader werd van een dochter.

## Belangrijkste overwinningen
1996
- Flèche Hesbignonne Cras Avernas
- 2e etappe Circuit Franco-Belge

1997
- Belgisch kampioen individuele tijdrit op de weg, Elite

1998
- Ronde van Denemarken
- 4e etappe Ronde van het Waals Gewest
- GP Raf Jonckheere

1999
- Belgisch kampioen individuele tijdrit op de weg, Elite
- GP Jef Scherens

2000
- 4e etappe Ronde van het Waalse Gewest

2001
- 5e etappe Vredeskoers

2004
- 2e etappe Vierdaagse van Duinkerken

2005
- 4e etappe Ronde van Luik
- Belgisch kampioen individuele tijdrit op de weg, Elite zonder contract

2006
- Eindklassement Ronde van Namen

## Resultaten in voornaamste wedstrijden
| Jaar | Ronde van Italië | Ronde van Frankrijk | Ronde van Spanje |
| ---- | ---------------- | ------------------- | ---------------- |
| 1998 | buiten tijd      |                     |                  |
| 2002 | opgave           |                     |                  |

| Jaar | Gent-Wevelgem |
| ---- | ------------- |
| 1998 |               |
| 2002 | 83e           |